# Geografija Gruzije
Gruzija je država v kavkaški regiji. Je na stičišču Zahodne Azije in Vzhodne Evrope,, na zahodu jo omejuje Črno morje, na severu Rusija, na jugu Turčija in Armenija, na juhovzhodu pa Azerbajdžan. Gruzija ima površino 69.700 kvadratnih kilometrov.

## Lega
Severna meja Gruzije z Rusijo poteka približno ob grebenu gorskega območja Visokega Kavkaza - običajno meje med Evropo in Azijo. V definiciji Evrope Johana von Strahlenberga iz leta 1730 o Evropi, ki so jo uporabljali ruski carji in ki je prvi določil Ural kot vzhodno mejo celine, je bila celinska meja potegnjena od Kumo-maniškega podolja do Kaspijskega jezera in tako daje celotno Gruzijo (in celoten Kavkaz) v Azijo.
Njena bližina, v kombinaciji z različnimi kulturnimi in političnimi dejavniki, se je vedno bolj nagibala k vključitvi Gruzije v Evropo. Nekateri viri postavljajo državo v to regijo; prav tako se je Gruzija pridružila evropskim organizacijam, kot je Svet Evrope in si prizadeva za članstvo v Natu in za pristop k Evropski uniji. Gruzija je na istem vzporedniku kot Neapelj, Madrid, Carigrad, New York, Čikago, London, Toronto (Kanada), Odate (Japonska) in Tirana.

## Topografija
Kljub majhnemu območju ima Gruzija zelo raznoliko topografijo. Večinoma leži v gorah Kavkaza, njena severna meja pa je deloma opredeljena z grebenom Visokega Kavkaza. Območje Malega Kavkaza, ki poteka vzporedno s turško in armensko mejo, ter pogorja Surami in Imereti, ki povezujeta Visoki Kavkaz in Mali Kavkaz, ustvarjajo naravne ovire, ki so delno odgovorne za kulturne in jezikovne razlike med regijami. Zaradi nadmorske višine in slabo razvite prometne infrastrukture so številne gorske vasi pozimi praktično izolirane od zunanjega sveta. Potresi in zemeljski plazovi v gorskih območjih predstavljajo veliko grožnjo življenju in premoženju. Med najnovejšimi naravnimi nesrečami so bili velik kamnit in blaten podor v Adžariji leta 1989, ki je na jugozahodu Gruzije zahteval razselitev na tisoče ljudi in leta 1991 dva potresa, ki sta uničila več vasi v severocentralni Gruziji in Južni Osetiji.
Gruzija ima številne reke, od katerih mnoge napajajo male hidroelektrarne. Odtekajo v Črno morje proti zahodu in skozi Azerbajdžan v Kaspijsko jezero na vzhodu. Največja reka je reka Kura, ki teče 1364 km od izvira v severovzhodni Turčiji čez nižine vzhodne Gruzije, kjer se imenuje Mtkvari, skozi glavno mesto Tbilisi in v Kaspijsko jezero. Reka  Rioni (327 km), največja reka zahodne Gruzije, izvira na Visokem Kavkazu in se izliva v Črno morje pri pristanišču Poti. Sovjetski inženirji so rečne nižine vzdolž črnomorske obale spremenili v glavna subtropska kmetijska zemljišča, nasuli in poravnali so številne odseke reke ter zgradili obsežen sistem prekopov. Globoke gorske soteske tvorijo topografske pasove znotraj Visokega Kavkaza. 
Izpod Visokega Kavkaza teče 351 km dolga reka Alazani, ki je v dolžini 282 km tudi mejna reka z Azerbajdžanom, kjer se tudi izliva v reko Kura oziroma Mingečavrsko zajezitveno jezero (Mingeçevir Su Anbari). Druge pomembne reke so še Aragvi (112 km), Enguri (213 km), Kharmi (201 km), Iori (320 km), Algeti (108 km) in reka Terek.

## Obala
Obala Gruzije je dolga 310 km. Od celotne obale je 57 km v Adžariji in 200 km v Abhaziji. Enciklopedija narodov navaja skupno dolžino obale kot 315 km. Gruzija ima v Črnem morju ekskluzivno gospodarsko cono v obsegu 21.946 km².

## Podnebje
Na podnebje Gruzije vplivajo subtropski vplivi z zahoda in celinski vplivi z vzhoda. Visoki Kavkaz je razlog za lokalno podnebje, saj služi kot ovira proti hladnemu zraku s severa. Topel vlažen zrak s Črnega morja se z zahoda zlahka seli v obalne nižine. Klimatske cone so določene glede na oddaljenost od Črnega morja in nadmorsko višino. Ob obali Črnega morja, od Abhazije do turške meje in v regiji, ki jo poznamo kot Kolhidsko nižinsko območje, prevladujoče subtropsko podnebje odlikuje visoka vlažnost in močne padavine (od 1000 do 2000 mm letno); črnomorsko pristanišče Batumi prejme 2500 mm letno. V teh regijah raste več vrst palm, saj je povprečna temperatura 5 ° C, povprečje poletja pa 22 ° C.
Planote vzhodne Gruzije so zaščitene pred vplivom Črnega morja z gorami, ki zagotavljajo bolj celinsko podnebje. Poletne temperature so povprečno od 20 ° C do 24 ° C, zimske temperature od 2 ° C do 4 ° C. Vlažnost je nižja, padavine pa povprečno 500 do 800 mm na leto. Alpske in visokogorske regije na vzhodu in zahodu ter polsušna regija na planoti Iori na jugovzhodu imajo izrazito mikroklimo.
Na zahodu je podnebje subtropsko do približno 650 m nadmorske višine; nad to višino (in proti severu in vzhodu) je pas vlažnega in zmerno toplega vremena, nato pas hladnih in mokrih razmer. Alpski pogoji se začnejo na približno 2100 m, nad 3600 m sta snega in led prisotna celo leto.

## Okolje
34.480 hektarjev je zaščiteno kot mokrišče mednarodnega pomena v okviru Ramsarske konvencije na dveh območjih: Ispani Mire in osrednjem močvirju Koljeti. Gruzija Ima tri narodne parke: Borjomi-Džaragauli (6800 hektarjev), Coljeti (44849 ha) in Koljeti (500 ha).
Glavno naravno tveganje so potresi. Kar zadeva okolje, obstaja onesnaževanje zraka, zlasti v Rustaviju, močno onesnaženje na reki Mtkvari in Črnem morju, neustrezne zaloge pitne vode, kontaminacija tal s strupenimi kemikalijami.

## Družbena geografija
Gruzija je imela 4.615.807 prebivalcev (ocena julija 2009), od tega 53 % v urbanih območjih (2008). Po popisu iz leta 2002 obstajajo različne etnične skupine: Gruzijci 83,8 %, Azerbajdžanci 6,5 %, Armenci 5,7 %, Rusi 1,5 % in drugi 2,5 %. Prevladujoča vera je pravoslavno krščanstvo 83,9 % ljudi, muslimanov je 9,9 %, armenska apostolska cerkev 3,9 %, katolikov 0,8 %, drugih 0,8 % in brez 0,7 %. Gruzijski jezik 71 % je uradni, govorijo pa tudi rusko 9 %, armensko 7 %, azerbajdžanščino 6 % in še 7 % abhaško, ki je uradni jezik v Abhaziji.
Glavno mesto je Tbilisi, v katerem živi 1.106.700 prebivalcev. Ostalo kraji z več kot 100.000 prebivalci so: Kutaisi, Batumi in Rustavi.
Gruzija je razdeljena na devet regij (mkhare): Guria, Imereti, Kaheti, Kvemo Kartli, Mcheta-Mtianeti, Rača-Lečhumi in Kvemo Svaneti, Samegrelo in Zemo Svaneti, Samčje-Džavaheti in Šida Kartli. Obstajajo tudi mesto (k'alak'i) Tbilisi in dve avtonomni republiki (avtom respublika): Abhazija ali Ap'khazet'is Avtonomiuri Respublika, katere upravno središče je Suhumi in Adžarija ali Acharis Avtonomiuri Respublika, z upravnim središčem v Batumiju.

## Gospodarska geografija
Naravni viri države so: gozdovi, hidroelektrarne, manganova nahajališča, kovinske rude, baker, majhna nahajališča premoga in nafte; obalno podnebje in tla omogočajo gojenje citrusov in čaja. Raba tal: njive 11,51 %, trajni nasadi 3,79 % in drugi 84,7 % (2005). Namakanje obsega 4690 kvadratnih kilometrov (2003).

## Zavarovana območja
IUCN (Mednarodna unija za varstvo narave) navaja v Gruziji 10 zavarovanih območij, ki pokrivajo 5831 km 2, 8,33 % ozemlja, poleg 153 km 2 morskih območij, 0,67 % od 22.907 km 2, ki pripadajo državi. Od tega je en narodni park (narodni park Kolheti), 9 pa so strogih naravnih rezervatov .Agencija za zavarovana območja Gruzije  navaja 10 narodnih parkov s površino 3493 km 2, 14 strogih naravnih rezervatov na površini 1406 km 2, 19 nadzorovanih naravnih rezervatov, ki pokrivajo 598 km 2, 40 zaščitenih naravnih spomenikov na 2941 ha in 2 zaščiteni pokrajini (Tušeti in Kintriši) za namene ekoturizma na 377 km 2

## Nekateri podatki
- Najsevernejša točka: južno od Aibge
- Najjužnejša točka: Meja z Azerbajdžanom
- Zahodna točka: Adžara
- Vzhodna točka: Kakheti, meja z Azerbajdžanom
- Najvišja točka: Škhara 5201 m
- Najnižja točka: med Potijem in Kulevijem -1,5 do 2,3 m
- Največje jezero: Paravani 37,5 km²

Meje:
- z Rusijo 894 km
- s Turčijo 273 km
- z Armenijo 219 km
- z Azerbajdžanom 428 km

Naravni viri: les, hidroelektrarne, mangan, železova ruda, baker, manjša nahajališča premoga in nafte; obalno podnebje in tla omogočajo pomembno rast čaja in citrusov.